# Támesis
Támesis è un comune della Colombia facente parte del dipartimento di Antioquia.
Il centro abitato venne fondato da Rafaela Gómez Trujillo e dal marito Pedro Orozco Ocampo nel 1858, mentre l'istituzione del comune è del 1864.